# Samuel Honzek
Samuel Honzek, född 12 november 2004, är en slovakisk professionell ishockeyforward som spelar för Calgary Flames i National Hockey League (NHL).
Han har tidigare spelat för HK Dukla Trenčín i Extraliga; Calgary Wranglers i American Hockey League (AHL) samt Vancouver Giants i Western Hockey League (WHL).
Honzek draftades av Calgary Flames i första rundan i 2023 års draft som 16:e spelare totalt.

## Statistik
| 2020–2021        | HK Dukla Trenčín      | Extraliga        | 5  | 0  | 0  | 0  | 0  | — | — | — | — | — |
|                  | MHK Dubnica nad Váhom | SHL              | 8  | 4  | 1  | 5  | 4  | — | — | — | — | — |
|                  | Team Slovakia U18     | SHL              | 2  | 1  | 0  | 1  | 0  | — | — | — | — | — |
| 2021–2022        | HK Dukla Trenčín      | Extraliga        | 49 | 10 | 4  | 14 | 8  | 4 | 0 | 0 | 0 | 0 |
| 2022–2023        | Vancouver Giants      | WHL              | 43 | 23 | 33 | 56 | 16 | 4 | 1 | 3 | 4 | 0 |
| 2023–2024        | Vancouver Giants      | WHL              | 33 | 10 | 21 | 31 | 18 | 5 | 2 | 0 | 2 | 2 |
|                  | Calgary Wranglers     | AHL              | 2  | 0  | 0  | 0  | 0  | 1 | 0 | 0 | 0 | 0 |
| 2024–2025        | Calgary Flames        | NHL              | 1  | 0  | 0  | 0  | 0  | — | — | — | — | — |
| NHL totalt       | NHL totalt            | NHL totalt       | 1  | 0  | 0  | 0  | 0  | — | — | — | — | — |
| Extraliga totalt | Extraliga totalt      | Extraliga totalt | 54 | 10 | 4  | 14 | 8  | 4 | 0 | 0 | 0 | 0 |
| WHL totalt       | WHL totalt            | WHL totalt       | 76 | 33 | 54 | 87 | 34 | 9 | 3 | 3 | 6 | 2 |

### Internationellt
| Källa: Uppdaterad: 2024-10-10 | Källa: Uppdaterad: 2024-10-10 | Källa: Uppdaterad: 2024-10-10 |         | Utv = Utvisningsminuter | Utv = Utvisningsminuter | Utv = Utvisningsminuter | Utv = Utvisningsminuter | Utv = Utvisningsminuter |
| År                            | Lag                           | Mästerskap                    | Matcher | Mål                     | Assists                 | Poäng                   | Utv                     |                         |
| ----------------------------- | ----------------------------- | ----------------------------- | ------- | ----------------------- | ----------------------- | ----------------------- | ----------------------- | ----------------------- |
| 2021                          | Slovakien                     | Hlinka Gretzky                | 4       | 0                       | 0                       | 0                       | 0                       |                         |
| 2022                          | Slovakien                     | JVM                           | 4       | 0                       | 0                       | 0                       | 4                       |                         |
| 2023                          | Slovakien                     | JVM                           | 2       | 0                       | 0                       | 0                       | 2                       |                         |
| 2024                          | Slovakien                     | JVM                           | 5       | 3                       | 1                       | 4                       | 2                       |                         |
| Junior totalt                 | Junior totalt                 | Junior totalt                 | 15      | 3                       | 1                       | 4                       | 8                       |                         |